# Ellery Eskelin
Ellery Eskelin (* 16. August 1959 in Wichita, Kansas) ist ein US-amerikanischer Tenorsaxophonist, Komponist und Bandleader des Free und Creative Jazz und der Neuen Improvisationsmusik.

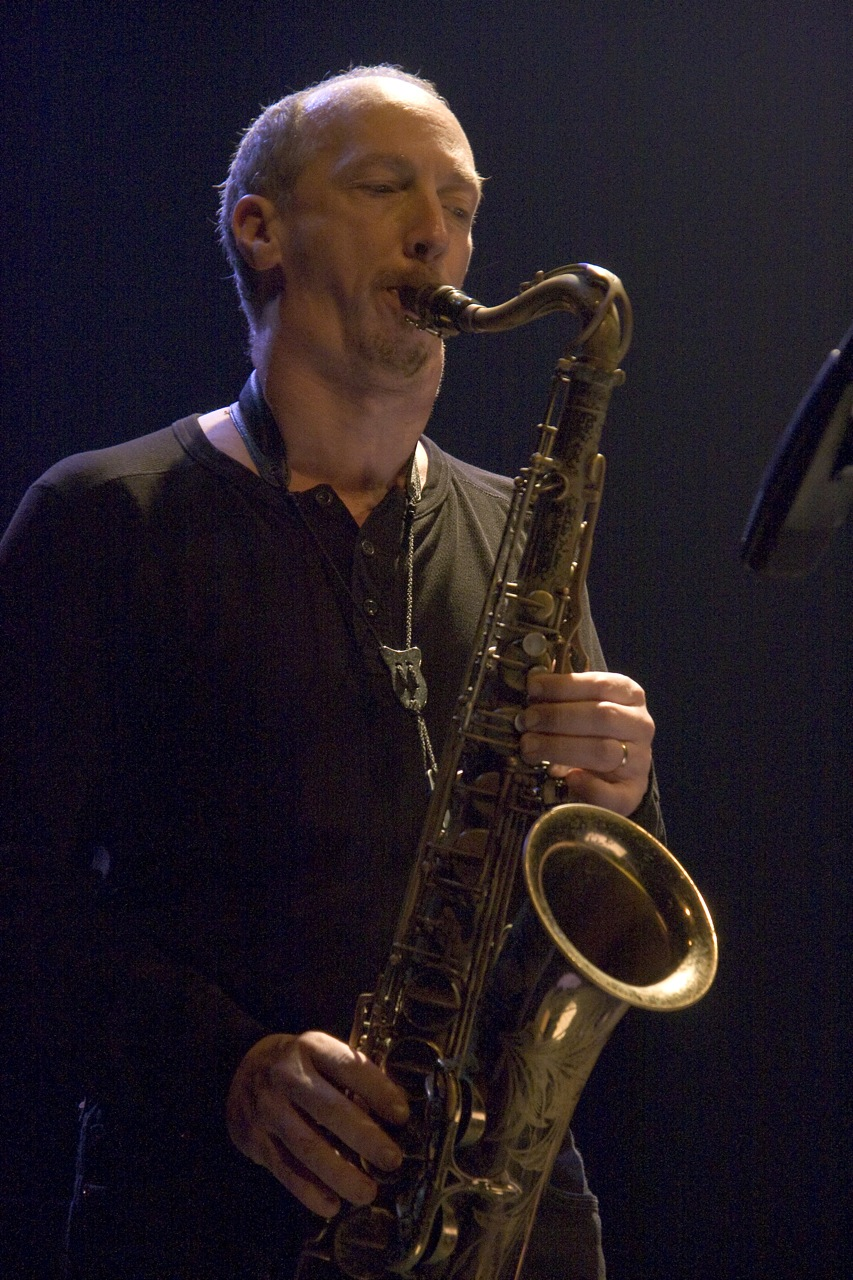
Ellery Eskelin (2007)

## Wirken
Ellery Eskelin wuchs in Baltimore, Maryland in einem musikalischen Elternhaus auf. Er lebt seit 1983 in New York und wurde dort in den 1990er Jahren eine wichtige Figur in der experimentellen Jazzszene. Mit verschiedenen Ensembles gastierte er in Europa, Kanada und den Vereinigten Staaten; seit Ende der 1980er Jahre hat er als Bandleader eine Reihe von Alben aufgenommen, u. a. für das Schweizer hatOLOGY Label. Seine wichtigsten Arbeiten entstanden seit 1994 mit der Keyboarderin Andrea Parkins und dem Schlagzeuger Jim Black (etwa das Album One Geat Day von 1996). Außerdem wirkten an seinen Alben Joe Daley, Arto Tunçboyacıyan, Matt Moran, Mat Manieri, Erik Friedlander und Mark Dresser mit. Eskelin arbeitete mit Musikern wie Joey Baron, Mark Helias, Gerry Hemingway, Marc Ribot, David Liebman, Han Bennink, Dennis González (NY Midnight Suite, 2004), Sylvie Courvoisier, Gebhard Ullmann, Rabih Abou-Khalil, Terrence McManus, Stephan Crump (Rhombal, 2016), Devin Gray (Dirigo Rataplan II, 2018) und Daniel Humair zusammen. Mit Paul Smoker gründete er in den 1980er Jahren die Formation Joint Venture, mit Harris Eisenstadt das September Trio.
Eskelins Stil hat seine Wurzeln im Jazz; in seinen Werken verbinden sich auskomponierte und improvisierte Elemente, die sich nach Beschreibung des „Down Beat“ jeder Kategorisierung entziehen. Eskelin erhielt zahlreiche Kritikerpreise und wird in der internationalen Jazzpresse als „ein bedeutender Spieler der zeitgenössischen kreativen Musik“ (Down Beat, September 1995) angesehen.

## Diskographische Hinweise
- 1991 – Figure of Speech (Soul Note) mit Joe Daley, Arto Tuncboyaciyan
- 1992 – Premonition (prime source) solo
- 1996 – One Great Day (hatOLOGY) mit Andrea Parkins, Jim Black
- 1997 – Kulak 29 & 30 (hatOLOGY) mit Andrea Parkins, Jim Black
- 1998 – Five Other Pieces (+2) (hatOLOGY) mit Andrea Parkins, Jim Black
- 1999 – The Secret Museum (hatOLOGY) Andrea Parkins, Jim Black
- 2000 – Vanishing Point (hatOLOGY) mit Matt Moran, Mat Manieri, Erik Friedlander, Mark Dresser
- 2001 – 12 (+1) Imaginary Views (hatOLOGY) mit Andrea Parkins, Jim Black
- 2002 – Arcanum Moderne (hatOLOGY) mit Andrea Parkins, Jim Black
- 2004 – Ten (hatOLOGY) mit Andrea Parkins, Jim Black, Marc Ribot, Melvin Gibbs, Jessica Constable
- 2006 – Quiet Music (prime source)
- 2007 – Triplepoint mit Marc Ducret, John Tchicai, Ray Anderson und Stefan Pasborg ILK Music
- 2007 – Every So Often mit Sylvie Courvoisier
- 2011 – Inbetween Spaces (Auricle) mit Gerry Hemingway
- 2011  – Trio New York
- 2012 – Non Sequiturs (HatOLOGY)  mit Dave Liebman, Tony Marino, Jim Black
- 2013 – September Trio: The Destructive Element
- 2013 – Ellery Eskelin, Susan Alcorn, Michael Formanek: Mirage
- 2017 – Sensations of Tone (Intakt) mit Christian Weber, Michael Griener
- 2019 – The Pearls, mit Christian Weber, Michael Kriener
- 2021 – From the Archives: Ellery Eskelin w/Andrea Parkins & Jim Black - Live in London, 2003

## Filmografie
- On the Road mit Andrea Parkins & Jim Black (DVD, 2004)
- Off the Charts – The Song Poem Story (PBS TV 2003, Shout Factory DVD)